# 同志社大学室町キャンパス

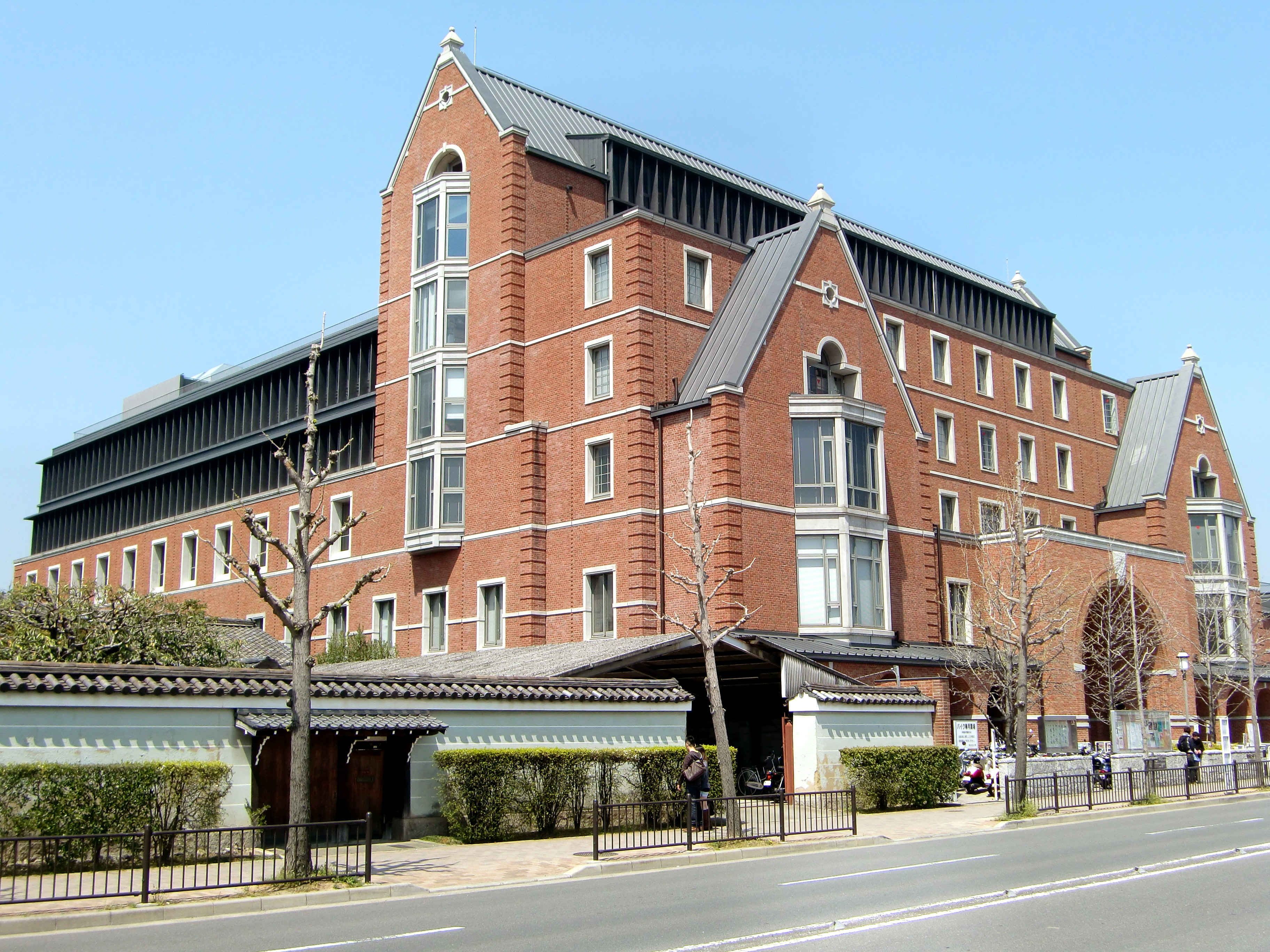
室町キャンパス（寒梅館）

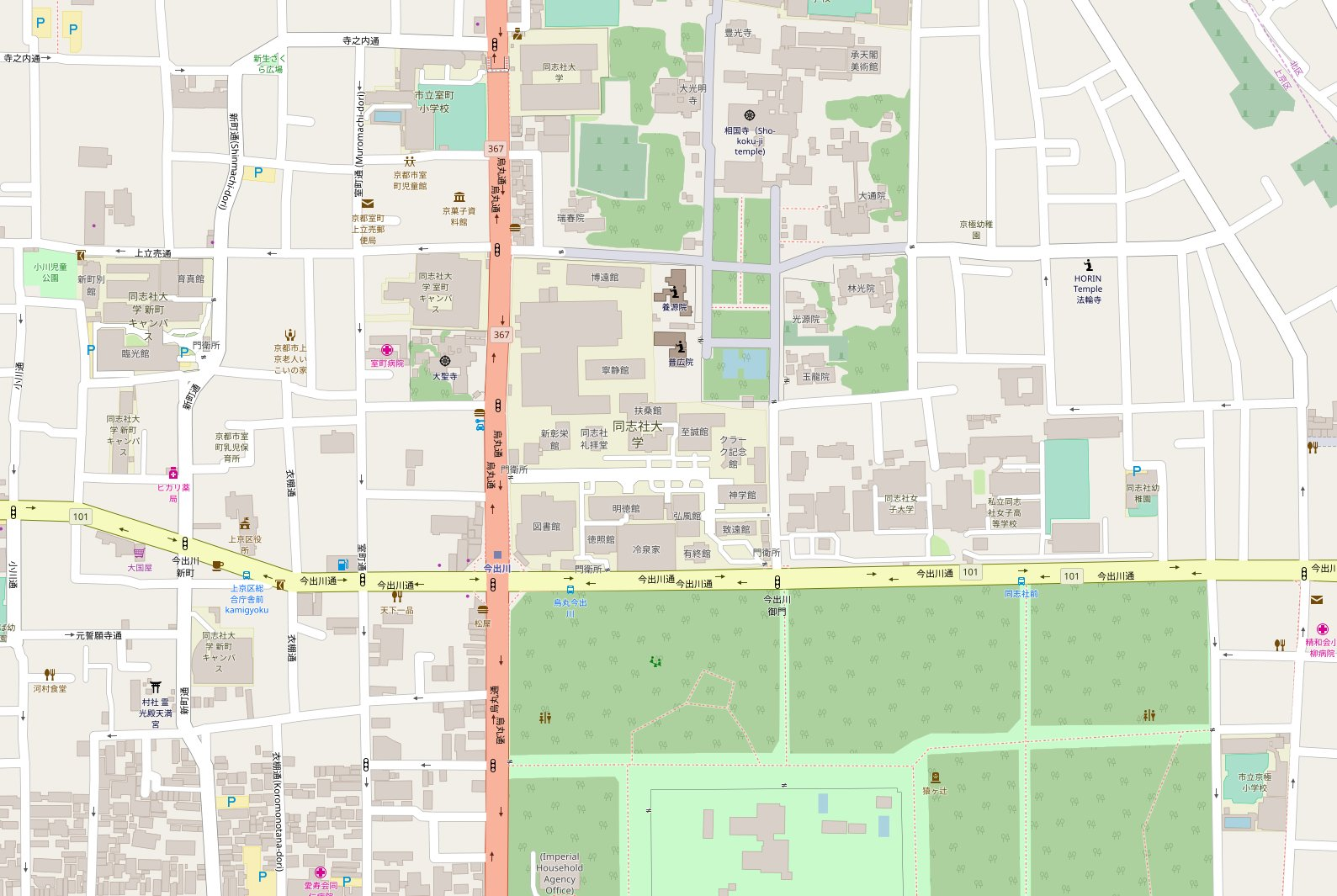
キャンパスマップ

同志社大学室町キャンパス（どうししゃだいがくむろまちキャンパス）は、京都府京都市上京区にある同志社大学のキャンパス。花の御所、すなわち室町幕府の跡地の一部を占める。

## 概観
室町キャンパスは、烏丸通を挟んで今出川キャンパスの向かいに位置している。旧大学会館跡地であり、2004年3月の寒梅館完成時に命名され、寒梅館一棟のみが室町キャンパスと呼ばれる。延床面積は18,115m2で、1階にはレストラン、アマーク・ド・パラディ、7階にはフレンチレストラン、SECOND HOUSE willが入っている。また、ハーディホール・クローバーホール等のホールもあり、講演会や映画上映などで使用されている。
今出川・新町・室町・烏丸の4キャンパスは近接し、ほぼ一体して利用されており、4キャンパスを併せて今出川校地と呼ぶことが多い。

## 歴史
- 1965年旧大学会館竣工
- 2002年会館の老朽化に伴い改めて校地利用法を検討
- 2004年3月寒梅館竣工。新大学会館は新町校地に、書籍部は今出川キャンパスに移設された。

## 使用学部
- 学部：なし（法学部のゼミでの利用あり）
- 研究科：法科大学院、ビジネス大学院

## 施設

### 教育施設
- 寒梅館（略称:KMB）
学生支援センター、キャリアセンター、厚生館保健センター、リエゾンオフィス、司法研究科事務室、ビジネス研究科事務室、京都国際調停センター、ハーディーホール、クローバーホール、会議室、講義室

### その他施設
- Hamac de Paradis 寒梅館（アマーク・ド・パラディ 寒梅館）
寒梅館1階にあるカフェレストラン。大阪市南船場にあるレストランの支店で、昼間は学食として低価格で主にパスタなどの食事が提供されるが、生協の学食に比べ多少価格は高めであり、また生協の学食ではないため、組合員証提示は求められず（ランチメニューは券売機で食券を購入する形式になっている）、一般利用者と学生は同一料金である。夕方からは価格設定が変わり、メニューが昼間より豊富になり酒類も扱う。利用者は学生のみならず、一般の人も多い。内装のデザインは森田恭通。この店で学食に本格進出したアマーク・ド・パラディは、その後京田辺キャンパスや関西外国語大学にも相次いで支店を広げている。
- SECOND HOUSE will
寒梅館7階にあるフレンチレストラン。単品ではなくコースメニューがメインで、価格も高めであるため、学生食堂ではなく一般のフレンチレストランが大学施設に入居していると考えたほうが良い。眺めがよく、五山送り火の大文字が食事をしながら見ることができる。

## アクセス
- 京都市営地下鉄烏丸線今出川駅下車すぐ

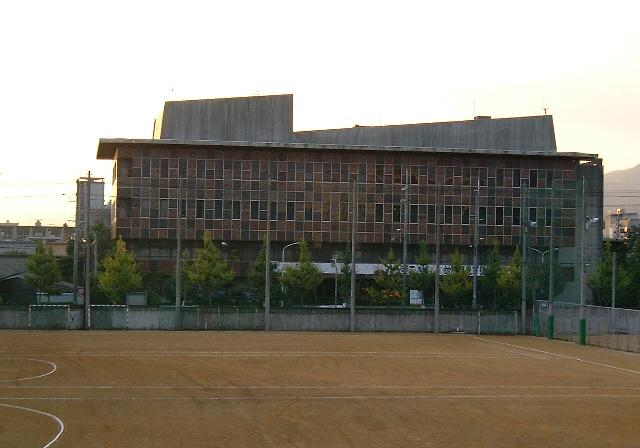
旧大学会館
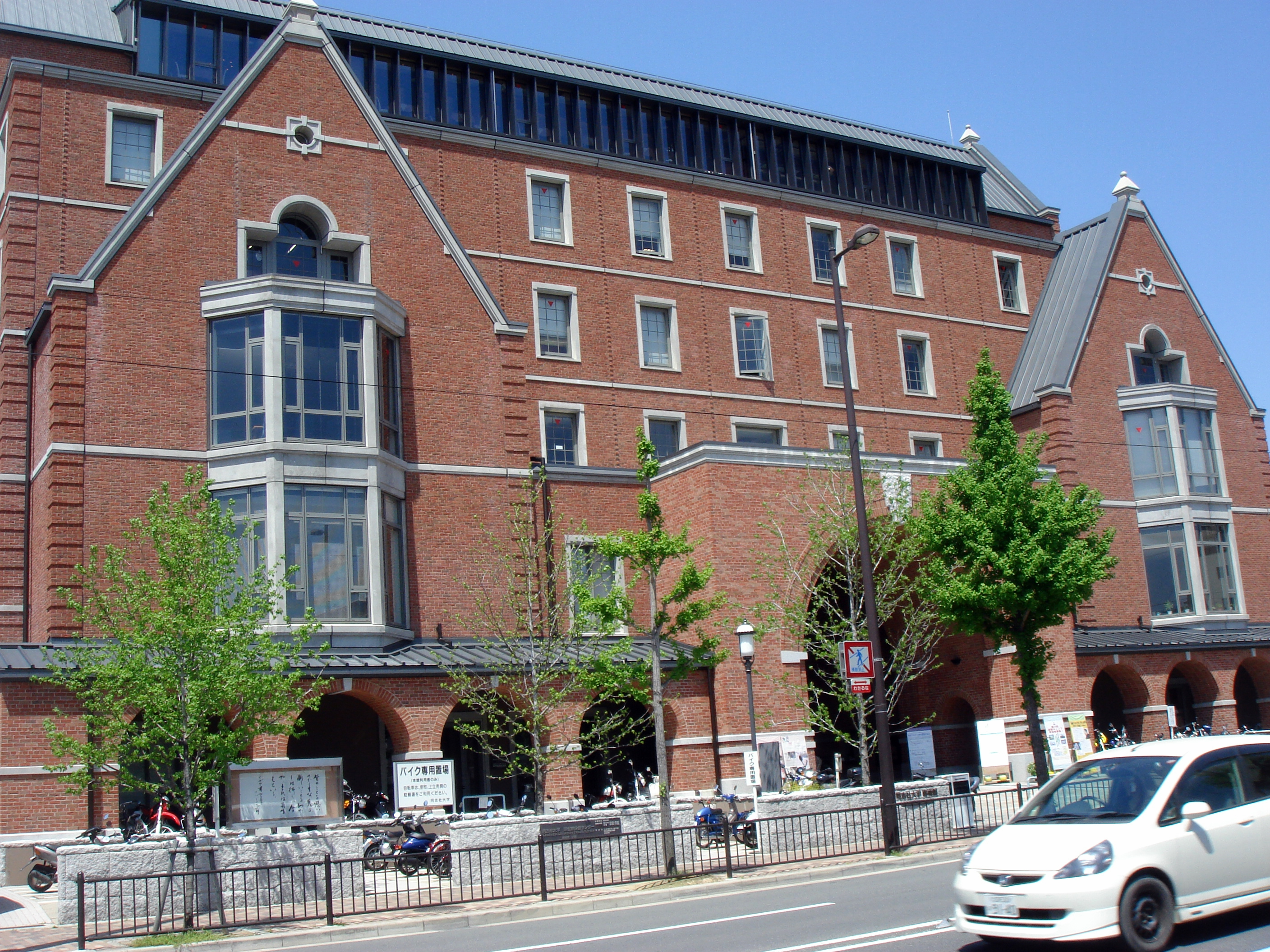
寒梅館
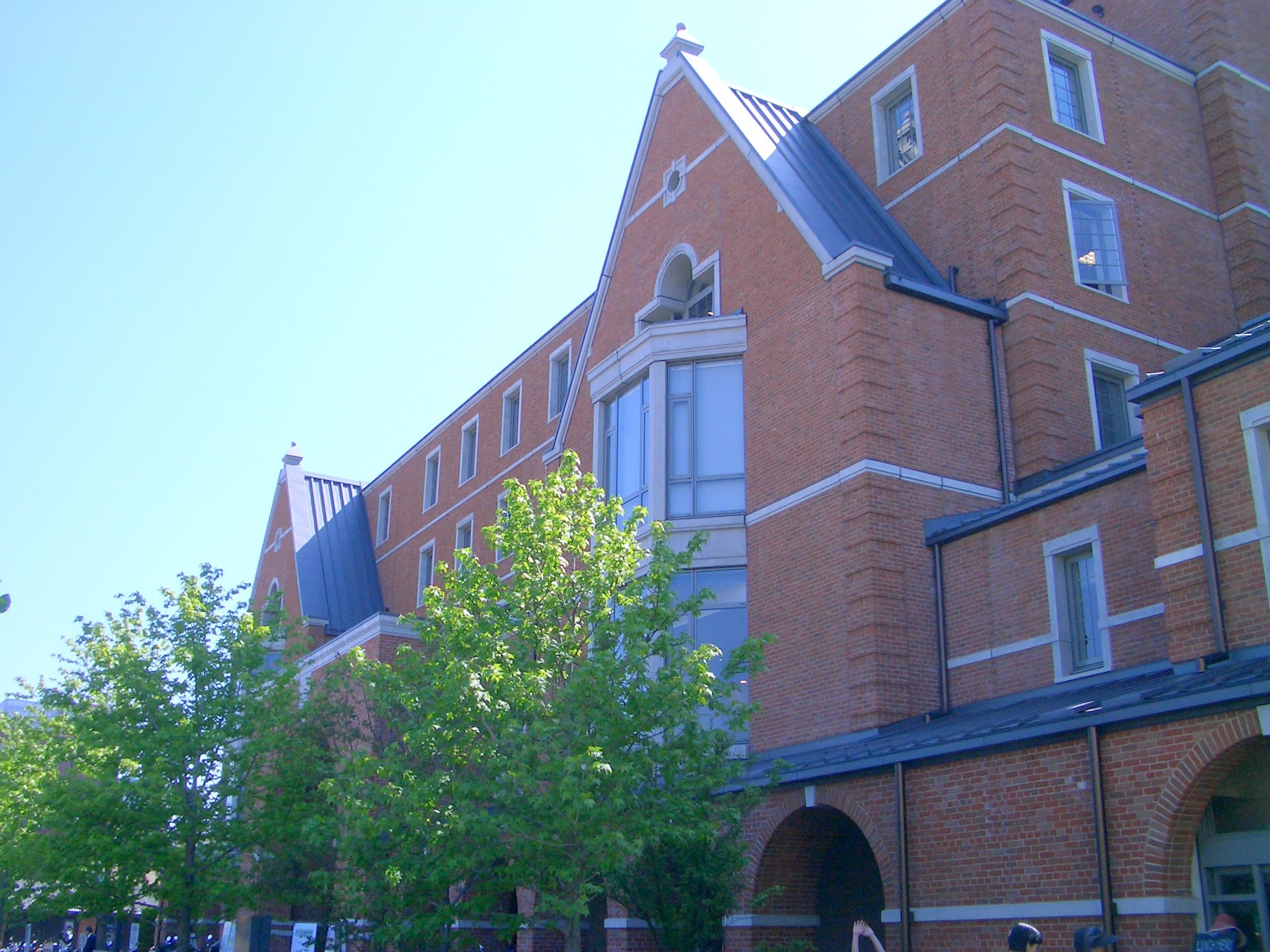
寒梅館